# 冰皮月餅

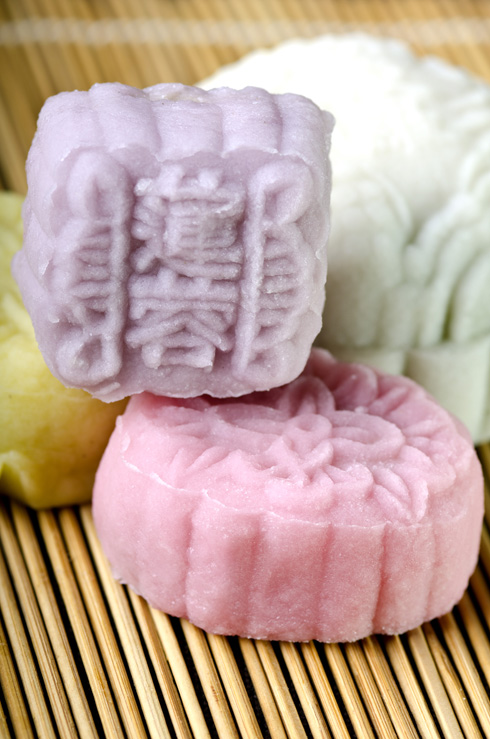
不同口味与颜色的冰皮月饼

冰皮月餅是發源於香港的一種新派月餅，屬於中秋節的節慶食品，但與傳統的蓮蓉月餅不同，冰皮月餅不用烘培，但需要在低溫的環境保存，並且與雪糕月餅一樣是冷吃的月餅，其特點是給人帶來冰涼清爽的口感，沒有傳統月餅的油膩。冰皮月餅的外皮主要由糯米粉及粘米粉配製而成，並可加以調味，使外皮有不同的味道和顏色，而內餡的種類則遠較傳統月餅豐富，除了最初的綠荳蓉，也有採用水果蓉、果乾、果醬、奶黃及芝士等製作出不同口味的夾心和餡料。

## 發展史
冷吃的冰皮月餅是由香港西餅店大班麵包西餅（已於2025年結業）的創辦人郭鴻鈞於1989年首創，據報刊引述大班西餅的介紹，開發冰皮月餅的原因是香港中秋節的天氣仍然炎熱，而當年在香港市面大行其道的傳統鹹蛋黃蓮蓉月餅太甜、太油膩，容易令人感到吃滯，香港人又越來越注重要吃得健康，郭鴻鈞於是領導大班產品研發團隊開發一種適合在炎熱天氣下享用的月餅，並且要較傳統月餅健康，研發團隊利用自行研發的生產技術，開發出口感冰涼清爽的冰皮月餅，由最初的綠荳蓉，到芒果、朱古力及咖啡等味道，利用突破傳統的冰涼口感，迎合當時年輕一代的消費者，結果這款新派月餅取得成功，橫掃當年由傳統蓮蓉月餅主導的市場，其他餅店亦紛紛仿效製作冰皮月餅，到後來在中國大陸、馬來西亞、台灣等地，也有當地餅店製作售賣這種港式月餅。因為歐美及澳洲對進口食品有嚴格的限制，而且冰皮月餅屬於必須冷藏的食品，國際快遞公司都禁止跨國寄送冰皮月餅，所以當地華人也有參照食譜自製冰皮月餅。
在此之前，香港曾經也有把使用熟粉（例如糯米粉）搓製外皮及具有相似外觀的月餅，香港在1950年代亦有將這類粉皮的月餅稱作「冰皮月餅」，不過因為雪櫃在1950至60年代仍屬奢侈品，並非一般家庭所能負擔，所以當時這種月餅採用乾燥的外皮，並在室溫下存放及食用，而這種乾身的月餅可能是從越南的一種糯米皮月餅（越南语：／）和潮式月餅進化而成，後來在新加坡也出現這種粉皮月餅，但因為這種月餅吃起來的口感比較乾，缺乏傳統蛋黃蓮蓉月餅的油潤，所以在香港並不流行，直至1990年代新式的冰皮月餅才以其冰涼及濕潤的口感而迅速流行起來。雖然這種新派月餅需要放入雪櫃保存，在零售、運輸及在家中存放方面，會比可在室溫保存的傳統月餅不便，但也由於從生產至食用前均維持在低溫狀態，所以月餅的內餡可選用不能在室溫長時間存放及容易腐壞的水果作為食材，如士多啤梨、奇異果、水蜜桃、火龍果及榴蓮，以至使用柚子和椰汁製作的楊枝甘露均可作為這種月餅的餡料，並由此產生榴蓮冰皮月餅。

## 製法
冰皮月餅的外皮主要材料是糯米粉、粘米粉及砂糖，還有煉奶、牛奶及小量植物油，可使用椰奶取代牛奶。糯米粉和粘米粉混合後，用篩過濾成為預拌粉，把預拌粉混合砂糖，奶類要預先混和，然後把預拌粉與奶類徹底混合，再倒在塗抹了植物油的碟子上攤開，然後隔水蒸熟，放涼後取出，再分割及搓成一個月餅所需的外皮麵團。餡料則因味道而異，餡料的成品製作成球狀，再用外皮麵團包裹，再放入月餅模具內壓成月餅的模樣，最後放入冰箱冷藏。
早期冰皮月餅的餡料以荳蓉為主，其後的餡料以奶酪、奶黃及果醬為基礎，口味變得五花八門，在餡料的選材上比傳統月餅豐富，相比起以蛋黃、蓮蓉、豆沙等材料製作的傳統月餅，冰皮月餅更容易迎合時下人們避免進食過量油、鹽、糖的飲食需求。

## 包裝

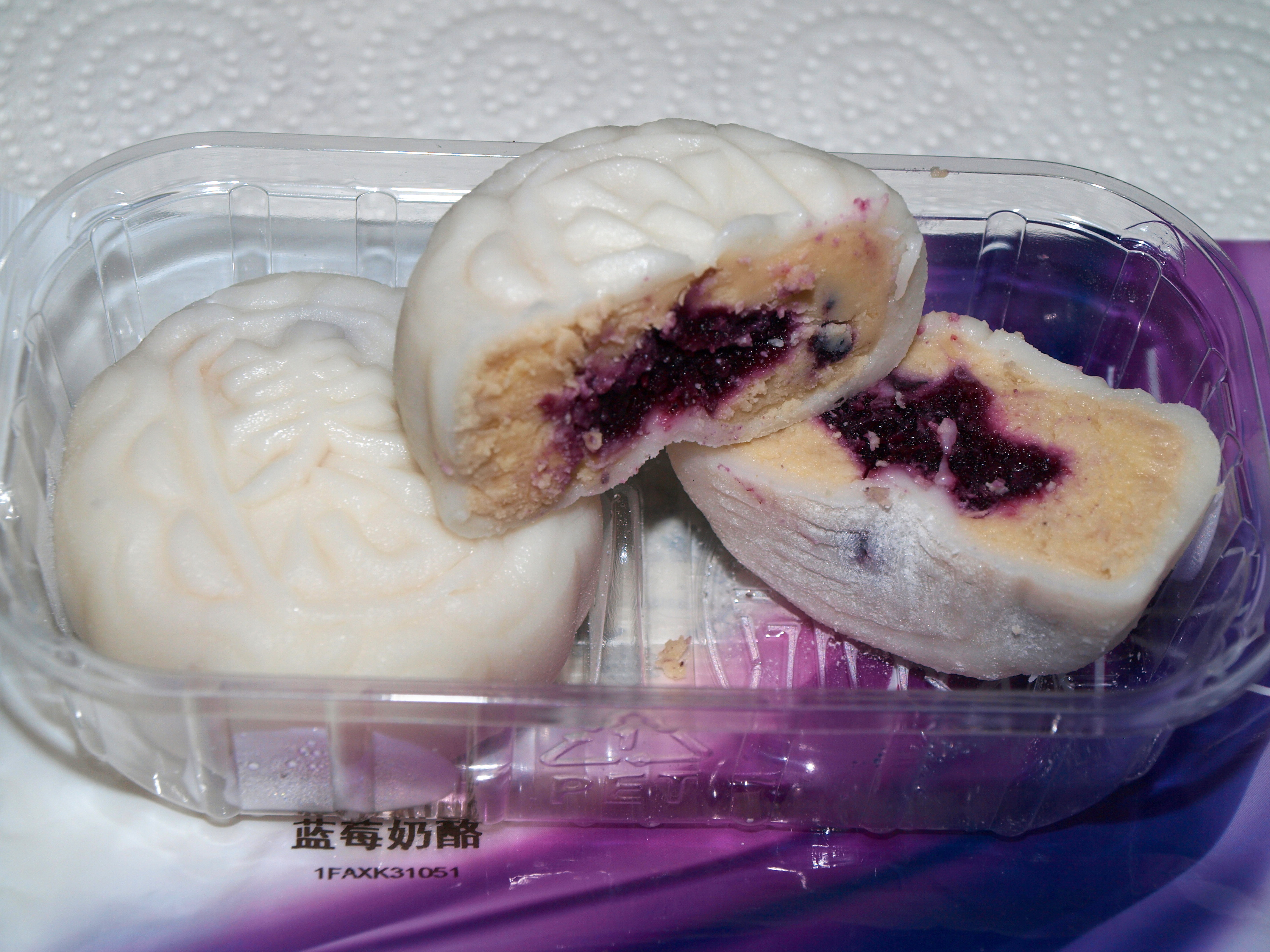
以兩個為一組包裝的藍莓芝士味的冰皮月餅

冰皮月餅使用月餅罐或紙盒包裝。出於衛生考慮，冰皮月餅通常都會用透明的塑膠袋獨立包裝。大量生產的冰皮月餅需要在無菌工作間生產及密封包裝，雖然冰皮月餅無需烘培，無需使用焗爐，對冷藏設備的要求卻遠比傳統月餅高，並且需要建立冷鏈運輸系統，由生產到銷售點都要保持低溫，避免產品變質及細菌繁殖。

## 食用及保存方法
冰皮月饼的食用和保存都是有讲究的，因为外皮也没有经过高溫烤焗處理，所以在常温下不易保存，必須保持低溫冷藏。所以，切开的月饼最好尽快吃掉，一般不能放置超过两小时，否则不仅影响口感，还可能影响新鲜度。相比起在室溫下保存的一般月餅，冰皮月餅和雪糕一樣都是冷吃的。
如需保存，冰皮月饼应于冰箱冷冻室储存。若要获得最佳口感，可于食用前半小时把月饼從冷藏格中拿出，让其自然解冻后再切开食用。因為冰皮月餅不會如傳統月餅通過高溫烘培程序消滅細菌，水分較高，保存期限相對較短，比較容易增加微生物風險，購買後要一周內食用完。
曾有人誤把本應冷吃的冰皮月餅拿去鍋爐裏蒸，像蒸包子一樣，經歷被上載到網上後令網民啼笑皆非，笑說成為了「蒸皮月餅」。

## 節日後的處理
月餅是節慶時令食品，中秋過後就因不合時宜而無人問津，又因冰皮月餅需要冷藏且保質期較短，零售商便會嘗試以低價將月餅拋售，如割價仍未能賣掉，部分供應商為免過期月餅流出市面，及防止月餅被違規再包裝出售，引致商譽受損，便會把當年中秋節賣剩的月餅從銷售點回收及集中銷毀。

## 参見
- 蓮蓉月餅
- 奶黃月餅
- 雪糕月餅
- 月見糰子：日本的中秋節食品
- 松片：朝鮮半島的中秋節食品
- 月光饼